# Edward Dominic Fenwick
Edward Dominic Fenwick (Condado de Saint Mary, 19 de agosto de 1768 - Wooster, 26 de septiembre de 1832) fue un obispo católico estadounidense, de la Orden de los Predicadores, pionero del catolicismo en los Estados Unidos y primer obispo de Cincinnati.

## Biografía
Edward Dominic Fenwick nació el 19 de agosto de 1768, en el condado de Saint Mary, en el estado de Meryland (Estados Unidos), en el seno de una familia de colonos católicos. Sus padres fueron el coronel Ignatius Fenwick, figura militar en la Revolución americana y Sarah Taney. A los 16 años de edad, fue enviado a Bornem (Bélgica) para realizar sus estudios en el colegio dominico de la Santa Cruz.
En 1788, Fenwick ingresó a la Orden de los Predicadores, donde realizó sus estudios en teología y fue ordenado sacerdote el 23 de febrero de 1793. Su primera misión fue ser profesor en el colegio dominico de la Santa Cruz. Cuando Bélgica fue invadida durante la Revolución francesa, Fenwick fue encarcelado, pero más tarde liberado por ser ciudadano estadounidense. Se trasladó a Inglaterra, donde continuó con su labor de profesor. En 1804, fue destinado a los Estados Unidos para abrir la primera misión dominica. Junto a otros compañeros de su orden, se estableció en Springfield, en el estado de Kentucky, donde fundaron la primera casa dominica del país. Fenwick se dedicó a la evangelización en los Apalaches, la rivera del Misisipi y en Ohio.
En 1821, el papa Pío VII creó la diócesis de Cincinnati y nombró a Fenwick como su primer obispo. Fue consagrado por Benedict Joseph Flaget, obispo de Bardstown (hoy Arquidiócesis de Louisville), el 13 de enero de 1822, en el convento de los dominicos de Santa Rosa de Springfield. La diócesis, por entonces, contaba solo con seis sacerdotes y todos eran dominicos. Como obispo se encargó de recaudar fondos en Europa para la organización de la diócesis, consiguió la colaboración de sacerdotes diocesanos europeos para establecer el clero de Cincinnati, construyó la primera catedral (1823), estableció el seminario diocesano intitulado a San Francisco Javier, fundó un semanario católico y contribuyó al nacimiento de comunidades religiosas comprometidas con la misión, entre estas las Hermanas de la Caridad de Cincinnati. Murió de cólera en Wooster (Ohio), mientras visitaba la diócesis.